# Westhaven-Moonstone (Califórnia)
Westhaven-Moonstone é uma Região censo-designada localizada no estado americano da Califórnia, no Condado de Humboldt.

## Demografia
Segundo o censo americano de 2000, a sua população era de 1044 habitantes.

## Geografia
De acordo com o United States Census Bureau tem uma área de
20,9 km², dos quais 20,9 km² cobertos por terra e 0,0 km² cobertos por água.

## Localidades na vizinhança
O diagrama seguinte representa as localidades num raio de 32 km ao redor de Westhaven-Moonstone.